# ادام گان
ادام گان (انگلیسی: Adam Gunn; ۲۴ دسامبر ۱۸۷۲ – ۱۷ اوت ۱۹۳۵) ورزشکار دو و میدانی اهل بریتانیا بود.